# Glenn Knight
Pour les articles homonymes, voir Knight.
Glenn Jeyasingam Knight, né le 13 novembre 1944 à Singapour et mort le 19 février 2025, est un avocat et haut fonctionnaire singapourien. Dans les années 1980, Knight occupe le poste de procureur lors du procès des meurtres rituels de Toa Payoh.
Il est le premier directeur du Commercial Affairs Department (CAD) de Singapour lorsqu'il est fondé en 1984.
Knight perd son poste en 1991 après avoir été condamné pour corruption lors d'un procès médiatisé. En 1998, il est à nouveau accusé et condamné pour détournement de fonds alors qu'il est en poste.